# Jasper (Minnesota)
Jasper es una ciudad ubicada en el condado de Pipestone en el estado estadounidense de Minnesota. En el Censo de 2010 tenía una población de 633 habitantes y una densidad poblacional de 276,79 personas por km².

## Geografía
Jasper se encuentra ubicada en las coordenadas 43°51′0″N 96°23′57″O / 43.85000, -96.39917. Según la Oficina del Censo de los Estados Unidos, Jasper tiene una superficie total de 2.29 km², de la cual 2.28 km² corresponden a tierra firme y (0.34%) 0.01 km² es agua.

## Demografía
Según el censo de 2010, había 633 personas residiendo en Jasper. La densidad de población era de 276,79 hab./km². De los 633 habitantes, Jasper estaba compuesto por el 92.26% blancos, el 1.42% eran afroamericanos, el 0.47% eran amerindios, el 0% eran asiáticos, el 0% eran isleños del Pacífico, el 3% eran de otras razas y el 2.84% pertenecían a dos o más razas. Del total de la población el 5.06% eran hispanos o latinos de cualquier raza.